# Phenylphosphan
Phenylphosphan ist eine organische Phosphorverbindung bzw. ein einfach substituiertes Phosphanderivat.

## Darstellung und Gewinnung
Die Synthese von Phenylphosphan gelingt durch die Reduktion von Dichlorphenylphosphan mittels Lithiumaluminiumhydrid.
{\displaystyle {\ce {2 C6H5PCl2 + LiAlH4 -> 2 C6H5PH2 + LiAlCl4}}}

## Eigenschaften
Phenylphosphan ist eine farblose Flüssigkeit mit unangenehmem bis ekelerregendem Geruch. Ähnlich wie Monophosphan neigt die Verbindung an der Luft zur spontanen Selbstentzündung. Sie ist somit als pyrophor anzusehen.
Die kontrollierte Oxidation durch Luftsauerstoff ergibt die entsprechende Phosphonsäure.
{\displaystyle {\ce {C6H5PH2 + O2 -> C6H5P(OH)2}}}

## Verwendung
Phenylphosphan wird in der Polymersynthese verwendet, wo es bei einer Polyaddition mit 1,4-Divinylbenzol oder 1,4-Diisopropenylbenzol phosphorhaltige Polymere bildet. Diese besitzen bei einer Entzündung selbstverlöschende Eigenschaften. In Mischung mit brennbaren Polymeren wie Polyethylen oder Polypropylen können flammenbeständige Materialien erhalten werden.